# Johann Friedrich Böttger
Pour les articles homonymes, voir Böttger.
Johann Friedrich Böttger (Schleiz, 1682 — Dresde, 1719) est un alchimiste allemand. 
Il est le créateur de la porcelaine de Saxe, première porcelaine à pâte dure en Occident.

## Biographie
Bottger naît le 4 février 1682 à Schleiz, d'un père alchimiste.

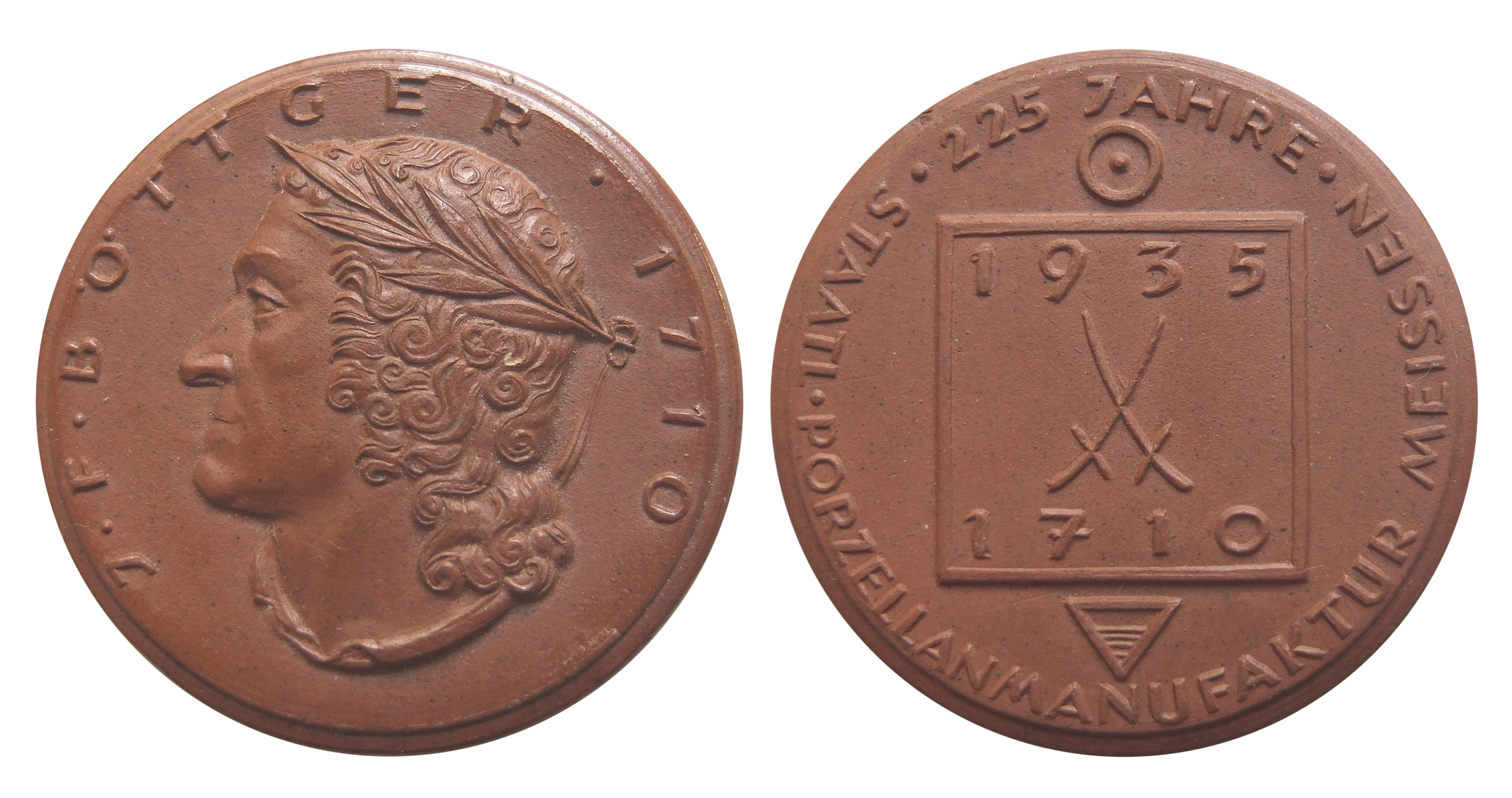
Profil de Johann Friedrich Böttger sur la médaille émise en 1935 pour le anniversaire de la porcelaine de Saxe.

Devenu lui aussi alchimiste, Johann Friedrich Böttger cherche la pierre philosophale et se livre aux sciences occultes, avec l'intention originale de fabriquer de l'or. 
Élève en pharmacie chez l'apothicaire Zorn, ses expériences viennent aux oreilles du roi de Prusse Frédéric-Guillaume I qui exige alors que Bottger lui montre son secret. Bottger s'enfuit en Saxe, où il tombe sous la coupe de l'Électeur de Saxe et roi de Pologne Auguste le Fort, qui le fait emprisonner pour la même raison. Ce dernier, qui fait peu confiance à Bottger, lui adjoint un surveillant : Ehrenfried Walther von Tschirnhaus.

### La «porcelaine rouge»
Tschirnhaus fournit à Bottger, qui se plaint de ne pas disposer de creusets assez réfractaires, une argile rouge venant d'Okrilla (5 km nord de Meissen). Bottger expérimente avec cette argile et en tire de la poterie rouge ou brune résistante, qui nécessite un polissage ou l'adjonction d'une couverte. Cette découverte incite Auguste le Fort à développer la nouvelle « porcelaine rouge ». Bottger concentre alors ses travaux sur l'obtention d'une pâte blanche de qualité équivalente à celle des porcelaines de Chine et du Japon.

### Découverte du kaolin, la porcelaine dure en Occident
Au XVIIe siècle le commerce se développe avec l'Orient — dont l'importation, principalement depuis la Chine, de porcelaines, 
fines que l'Occident ne sait pas produire. La compagnie française des Indes orientales, créée sur l'instigation de Colbert en 1664, 
contribue fort à attiser en Occident le goût pour cette porcelaine en faisant exécuter en Chine des pièces décorées d'après des dessins français,.
Un certain Schnorr découvre le gisement de kaolin d'Aue (Saxe, 105 km sud-ouest de Meissen) 
et en vend alentour, notamment pour poudrer les perruques — ce dont se sert le valet de Bottger en 1709. Mais la poudre de kaolin est plus lourde que la farine habituellement utilisée pour blanchir les perruques ; Bottger se rend compte de la différence de masse, teste la poudre dans son laboratoire et découvre ainsi cette année-là l'existence d'un gisement de kaolin en Europe — et accessible,.
Auguste le Fort prend immédiate possession du gisement grâce auquel Bottger obtient rapidement une porcelaine à pâte dure et blanche, translucide, proche des porcelaines de Chine et du Japon : c'est le début de la porcelaine de Saxe. Auguste le Fort fonde en 1710 la manufacture royale de Meissen à Meissen.

### Mort
Bottger meurt soudainement le 13 mars 1719 à Dresde.
Gustav Meyrink a produit une version romancée de la vie de Johann-Friedrich Böttger dans son recueil « Les alchimistes » (Goldmachergeschichten, 1925) ; le nom a été changé en Johann Friedrich Bötticher.

### Hommages
Un astéroïde de la ceinture principale, découvert le 24 septembre 1960 porte son nom : le (5194) Böttger.